# Jarosław Śliwa
Jarosław Śliwa (ur. ok. 1690 w Pawłowicach  – zm. 18 czerwca 1785 w Warszawie) – polski muzyk ludowy, dudziarz.

## Życiorys
Śliwa pochodził z Pawłowic na Mazowszu. Jego dokładna data urodzenia jest nieznana, najprawdopodobniej urodził się między 1688 a 1693. Jego ojciec miał na imię Franciszek lub Jerzy, a matka Małgorzata. Miał starszych braci, Pawła i Macieja. Od młodości grał na dudach, prawdopodobnie nauczył go tego miejscowy muzyk. W 1713 pojechał do Warszawy, na dwór króla Augusta Mocnego. Grał na dudach podczas balów wystawianych na Zamku Królewskim. Był królewskim muzykiem do śmierci tego władcy w 1733 roku. Mieszkał w pobliżu zamku, jednak kilkukrotnie odwiedził swoje rodzinne Pawłowice.
Jego żoną była Ewa z domu Styczyńska. Mieli troje dzieci, które nie dożyły dorosłości. Małżonka Śliwy zmarła w 1734 roku, pogrążając go w głębokiej żałobie. Po jej śmierci nie grał na dudach przez około rok.
Po ukończeniu posługi na dworze królewskim Śliwa był nadal znanym muzykiem w Warszawie. Mieszkańcy nazywali go żartobliwie "Śliwowicą". Często zdarzało mu się chodzić po ulicach i grać. Zwykle ciągle powtarzał jedną melodię, jednak większości ludzi to się podobało. Robił to przez wiele lat. Kiedy się zestarzał, niemal całkowicie stracił wzrok i cierpiał na różne dolegliwości, jednak nie zaprzestał gry. Zmarł w 1785, w bardzo podeszłym wieku, przeżył między 92 a 97 lat.
Po jego śmierci anonimowy warszawianin napisał o nim piosenkę:
Był raz stary grajek Śliwowica,
Który mieszkał we wsi Pawłowicach.
Gdy młody był, to grał przed królem Sasem, 
A zagrać umiał tylko jeden dźwięk.
Ten stary grajek Śliwowica,
Który mieszkał we wsi Pawłowicach,
On w końcu zmarł i poszedł w ciemny dół,
A jego dusza grała jeden dźwięk.
A gdy diabeł go tam zauważył,
Wrzucił go do kotła, by się smażył.
Rzekł: "Jak się cieszę, że grajek już zmarł,
Niech z innymi gra ten dźwięk".